# Osgyányi Sára
Osgyányi Sára (Sárospatak, 1980. március 21. –) magyar festőművész.

## Életpályája
Édesapja, Osgyányi Vilmos Munkácsy-díjas kőszobrász-restaurátor, édesanyja, Véghseő Klára pedig festőművész. 1994-1998 között a Képző és- Iparművészeti Szakközépiskolában még szobrásznak tanult. 2004-ben szerzett diplomát a Magyar Képzőművészeti Egyetem festő és vizuális nevelőtanár szakán, ahol Szabados Árpád és Kovács Attila voltak a mesterei. Budapesten él és alkot férjével, Bencze-Kovács György fotóssal. Műteremlakásuk állandó és látogatható kiállítótér. Gyermeke 2021 Bencze-Kovács Terézia

## Művészete

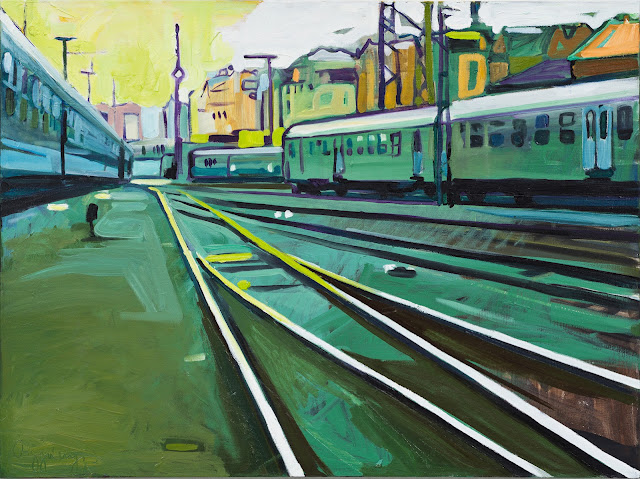
Déli pályaudvari vonatok (2012)

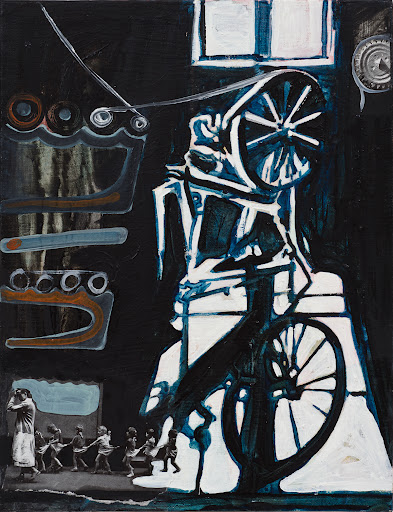
Eltitkolt forgatókönyv (2012)

Kezdetben vasúti sínek, pályaudvarok és tájak ábrázolásával foglalkozott. "Keresem azokat a látványelemeket, amelyek utat képezve, tőlem kiindulva egészen a távoli horizontig összekötik az eget a földdel, mert ez az összekapcsolódás érdekel képileg, és szellemileg is, úgy mint az emberi élet magasabb értelemben vett küldetése és célja." 
Festészetében két irányvonal különíthető el: a szemlélődő és a látomásos. Előbbibe tartoznak az egyszerű, pályaudvart, városi közlekedést, valamint a Balatont és a víztükröződéseket ábrázoló képei, utóbbiba pedig a valamilyen életfilozófiát, pszichológiai témát, vagy a művész életről és halálról alkotott felfogását megjelenítő alkotásai, például a „Lépteink az égben 2010”, „Barátság, nappal és éjszaka az égbolt kertjében 2017”, „Eltávozottak 2017”.
Képein a nagyvárosi lét mindenki által jól ismert mozzanatai, helyszínei köszönnek vissza, ám elrugaszkodik a hétköznapok valóságától. Néhány karakteres vonallal ragadja meg a dolgok lényegét, s bátor koloristaként lüktető színekkel kelti életre az utcákat, tereket, villamosokat, autókat, járókelőket. Alkotásai rendkívül dekoratívak és nőiesek. A lépten-nyomon feltűnő „technokrata” motívumok – villamosok, autók – ellenére még az avatatlan szemlélő is egyből tudja, hogy női lélek és kéz alkotta a festményeket. Szemlélődő művei mégsem hagyományos értelemben vett tájképek, inkább az útkeresés, az élet, mint utazás gondolatai jelennek meg általuk. A festményeken a tekintet gyakran el van vezetve egy világos, fényes pont felé, így a néző a képen belül jut át az egyik valóságból a másikba, mint például a „Létrás autó a fény felé”, vagy az „Átkelés a Szabadság hídon” című műveken, így teremtve meg a két világ közötti érzést. 
Látomásos témájú alkotásai már tinédzser korától jelen vannak művészetében, de 2010 óta kapnak nagyobb hangsúlyt. Saját bevallása szerint nehéz feladat volt, hogy ezen műveknél összeegyeztesse a formát a tartalommal.

Művészetének két irányvonala jól megfér egymás mellett: „Mindkettőre szükségem van, de sok szempontból összeegyeztethetetlenek. Teljesen más a szándékom az egyikkel és a másikkal. Olyanok nekem, mint a nappal és az éjszaka: nem lehet lemondani egyikről sem, mert a kettő együtt hozza az életet.”

## Művei gyűjteményekben

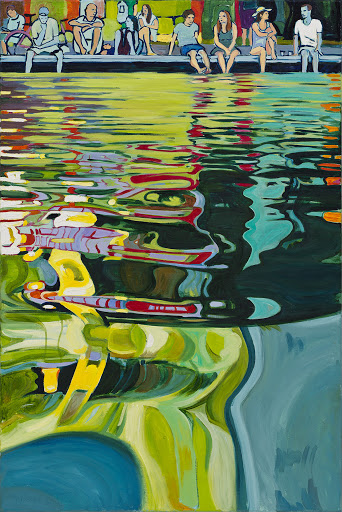
Érzők és érzéstelenek I. (2012)

- Kecskeméti Katona József Múzeum ("A gyermek királysága" – vegyes technika, vászon, 40x80 cm, 2015, Eltévedt Mária olaj-vászon 80x80, 2016)
- Völgyi-Skonda Kortárs Gyűjtemény ("Vízhullámban" – olaj, vászon, 115x85 cm, 2012., "Isten Báránya" – olaj, papír, fa, 42x32 cm, 2012., "Akik tükröződnek és akik árnyékot vetnek" – olaj, vászon, festőceruza, 115x85 cm, 2012., "Medence-tükröződésben" – olaj, vászon, 80x110 cm, 2012)
- A-Híd Zrt. ("Árpád hídi villamospálya fűvel" – olaj, vászon, 80x120 cm, 2014)
- ALSTOM Hungária Zrt. ("18-as villamos" – olaj, vászon, 250x130 cm, 2006)

## Kiállításai
- 2020. június 6. Budapest, Concept-K Kortárs Galéria "After Art Fair"
- 2020. január 29. Budapest, Vízivárosi Galéria "Átszűrődő bizonyosság"
- 2019. július 19. Tihany Bencés Apátság Galéria "Evezz a mélyre" Keresztény kiállítás
- 2019. április 29. Budapest, Várkert Bazár, Családbarát Fordulat Európáért konferenciához kötött "Ma Donna" című kiállítás
- 2019. március 22. Budapest, Erdős Renée Ház "Harmadnapra" Kortárs keresztény gyűjtemény a Kecskeméti Katona József Múzeumból
- 2018. november 14. Pesterzsébet Pesterzsébeti Múzeum Gaál Imre Galéria "A Fény Angyala" Kortárs keresztény gyűjtemény a Kecskeméti Katona József Múzeumból
- 2018. október 9. Budapest, Vízivárosi Galéria Minikép kiállítás "A színek a fény tettei és szenvedései, Goethe"
- 2018. szeptember 15. Eger, EKMK Templom Galéria – XVI. Magyar Festészet Napja kiemelt rendezvénye, a “NŐI VONAL VII.” című kiállítás
- 2018. szeptember 6. Bécs, Képzőművészeti Akadémia studio épülete Moya "PEACE" kiállítás
- 2018. augusztus 4. Balatonfüred, Vaszary villa "Balaton, nyár, szerelem" Pintér Galéria és Aukciósház kiállítása
- 2018. május 17 Kőleves étterem "A közepe paradicsom a széle meg pizza" (Schnedarek Rékával)
- 2018. május 3. Budapest, FUGA Galéria "Karátsony Gábor emlékezete" Magyar Festők Társasága
- 2018. február 13. Budapest, IF Jazz Café "Befejezetlen leltár" (Schnedarek Rékával)
- 2017. október 26. Varsó, Museum Lazienki Królewskie "Völgyi-Skonda gyűjtemény kiállítása"

- 2017. október 21. Budapest,  Nemzeti Színház Zikkurat Galéria "Női vonal VI."
- 2017. október 10. Budapest, Vízivárosi Galéria "Magyar Festészet Napja, Miniképek – Képpárok"
- 2017. február 21. Budapest, Hegyvidék Galéria "Közösségi búcsúkiállítás"
- 2016. október 17. Budapest, Próféta Galéria, "Női vonal V"
- 2016. május 20-21. Budapest, A/D Képműhely "Nyitott Műterem" (Bencze-Kovács Györggyel)
- 2015. október 3. Hatvan, Hatvani Galéria "XX. Arcok és Sorsok Országos Portré Biennálé 2015"
- 2015. október 14. Budapest, Bartók29 Kiállítótér ”Női vonal IV"
- 2015. szeptember 4. Biatorbágy, Biatorbágyi Faluház "Re-de-konstrukció" (Osgyányi Rózával és Osgyányi Vilmossal)
- 2015. március 14. Kecskemét, Katona József múzeum "VII Kortárs Keresztény Ikonográfiai Biennálé
- 2014. december 11. Budapest, Bálna Kulturális Központ "Színek&Formák A-Híd Építő Zrt. gyűjteményéből"
- 2014. október 17. Budapest, Bartók29 – Kiállítótér "Magyar Festészet Napja Női vonal II."
- 2014. október 13. Budapest, Dualart Galéria "Miniképek kiállítás Magyar Festészet Napja"
- 2014. június 28. Balatonföldvár, Kultkikötő "Színes álmok, vagy valóság" (Schnedarek Rékával)
- 2014. március 27. Szombathelyi Képtár "Kép-Tár-Ház a Magyar Képzőművészek és Iparművészek Szövetsége kortárs magyar festészeti kiállítása"
- 2013. december 6. Oberwart, D-Art Galéria "Belső fókusz"
- 2013. november 28. Budapest, Millenáris Art Market Millenáris Mutárgy.com internetes Galéria standján
- 2013. november 26. Budapest, Barabás villa "Példakép Völgyi-Skonda gyűjtemény"
- 2013. október 21. Budapest,  Prestige Galéria "Magyar Festészet Napja Miniképtárlat"
- 2013. október 18. Budapest, Próféta Galéria "Magyar Festészet Napja Női vonal"
- 2013. október 4. Budapest, Mazart Galéria "Monokrómia" (Magyar Festők Társasága)
- 2013. október 1. Budapest, Dorottya utcai kávézó "Mámai művésztelep záró kiállítása"
- 2013. szeptember 22. Budapest, A/D Képműhely "Nyitott Műtermek Délutánja No.3"
- 2013. június 11.  Budapest, G12 Galéria "Lépések az elrejtett felé"
- 2013. április 26. Budapest, Melange Galéria "Műgyűjtők éjszakája"
- 2013. április 12. Budapest, József Attila Művelődési központ "Pszinapszis pszichológiai napok Bevetetlen álmok"
- 2013. április 4. Budapest, Vízivárosi Galéria Átjárók csoport kiállítása "Személyes kapcsolat aranyokkal"
- 2013. március 10.  Budapest, A/D Képműhely "Nyitott Műtermek Délutánja"
- 2013. február 7. Budapest, Budai Klub Galéria "Nagyvárosi kifestőkönyv" (egyéni)
- 2012. október 19. Budapest, Ferencvárosi Helytörténeti Gyűjtemény, Festőnők ma szimpózium, "Női vonal"
- 2012. október 14. Budapest, A/D Képműhely "Átjárók Festészeti Csoport kiállítása"
- 2012. október 2. Kecskemét, SZIGMA Kiállítótér "B.I.FOKVALITÁS – Borsos István válogatása"
- 2012. szeptember 7-27. Budapest, Virág Judit Galéria – Ki a szabadba! "Völgyi-Skonda Kortárs Gyűjtemény"
- 2012. június 15. Budapest, A/D Képműhely "Átjárók Festészeti Csoport kiállítása"
- 2012. augusztus 31. Veszprém, Blog Kortárs Galéria (egyéni)
- 2012. március 8. Debrecen, Halköz Galéria "Vízválasztók" (egyéni)
- 2011. november 24. Budapest, Magma Galéria "Átkelés" (egyéni)
- 2011. október 27. Budapest, Art Market Millenáris Mutárgy.com internetes Galéria standján
- 2011. október 11. Budapest, Hegyvidék Galéria, "Véghseő-Osgyányi családi műhely kiállítás"
- 2011. október 7. Bécs KOGART Galéria szervezésében "Qualysoft képzőművészeti kiállítás"
- 2011. szeptember 16. Budapest Szent Mihály kápolna, Szakrális művészetek hete "Evezz a mélyre!"
- 2011. május 4. Budapest, KOGART Galéria „Völgyi-Skonda Kortárs Gyűjtemény ”
- 2011. április 5. Budapest, Boltíves Galéria „Fű, gyep, mező”
- 2011. február 15. Budapest, StollArt Galéria Elle Dekor Magazin "SALE"
- 2010. november 18. Budapest, PortfolioPoints, IF zenés kávéház ”Város-lakók" (egyéni)
- 2010. október 29. Budapest, Kertész29 Galéria „9/29”
- 2010. szeptember 28. Budapest, ERICSSON Galéria „Osgyányi testvérek" (O.Ranvig Rózával)
- 2010. szeptember 23. Budapest, Galéria 12 „szakrális jelképeink”
- 2010. szeptember 17. Budapest, Szatyor Galéria „Kombinó, kombiné és metafizika”
- 2010. július 13. Budapest, StollArt Galéria „Női lélek”
- 2010. április 1. Budapest, Huba Galéria „Védelem” (egyéni)
- 2010. február 18. Budapest, Galéria 12 "XII. kerületi fiatal festőművészek kiállítása"
- 2010. február 26. Budapest, BoulevardésBrezsnyev Galéria „Best off Barakk”
- 2010. január 19. Budapest, StollArt Galéria Cinóber csoport „Városhatár-Létérzet”
- 2009. október 1. Budapest, Színhely Galéria „Megállók” (egyéni)
- 2009. szeptember 7. Budapest, Barakk Galéria „Sport, Képzőművészet ”
- 2009. június 17. Budapest, ErotikART kiállítás BoulevardésBrezsnyev Galéria szervezésében, Holdudvar Galéria
- 2008. december 11. Budapest, Karácsonyi Aukciós Kiállítás, BoulevardésBrezsnyev Galéria
- 2008. október 11. Budapest,  Olof Palme ház "Magyar Festészet Napja VII. Székely szalon”
- 2008. június 18. Budapest, Holdudvar "BolulevardésBrezsnyev Galéria"
- 2008. június 5. Kaposvár, Vaszary Képtár "Festők Városa"
- 2008. június 22. XX. Debreceni Országos Nyári Tárlat
- 2007. október 17. Budapest, Magyar Festészet Napja Mednyánszky Galéria „Festőnők miniben”
- 2007. október 5. Bolzano, Piccola Galleria "BoH Art Project 2008 Contemporary Hungarian Art"
- 2007, 2004, 2005. október Hódmezővásárhely "Vásárhelyi Őszi Tárlat"
- 2007. október 2. Budapest, Café Vian „Vian festészteti Pályázat"
- 2007. augusztus 25. Csécs, Cecejovce "Plain Air, Csécsi Művésztelep kiállítása"
- 2007. augusztus 25. Szentendre, Szentendrei Művészeti Malom, "Szerb Művésztelep kiállítása"
- 2007. június 24. Békéscsaba, Munkácsy Mihály Múzeum "XXXV Alföldi Tárlat"
- 2007. május 31. Budapest, OCTOGONART „Budapest 2”
- 2007. április 28. Budapest, Gödör klub  (egyéni)
- 2006. augusztus 6. Debrecen, XIX. Debreceni Országos Nyári Tárlat
- 2005. július 12. Visegrád, Visegrádi Művelődési ház „Festők a hegyen, Cinóber Csoport kiállítása”
- 2005. április 30. Salgótarján, 28. Salgótarjáni Tavaszi Tárlat
- 2005. március 17. Budapest, Várfok Galéria, „Méreten alul II.”
- 2004. július 29. Ráckeve, Keve Galéria „Képző- és iparművészeti diploma”
- 2004. április 29. Budapest, Várfok Galéria, „Méreten alul”
- 2003. december 8. Budapest, Vers-metró kiállítás (metrószerelvényeken)
- 2003. november 29. Hatvan, Hatvani Galéria "XV. Arcok és Sorsok Országos Portré Biennálé
- 2001. november 22. Budapest, Majori Galéria "Szín terek" (egyéni)

## Egyéb szakmai tevékenységek
- 2017 – Antenna Hungária Zrt. festészeti csapatépítő tréning
- 2016 – Rövid portréja és egy festménye bekerült az általános iskola nyolcadik évfolyamosai számára készült Irodalom 8. tankönyv „Képek és irodalom” rovatába[5]
- 2010 – Gerbeaud ház Adventi Kalendárium
- 2008, 2007 – Budapest, festő szakkör Kodály Zoltán Magyar Kórusiskolában
- 2008 – Kézműves foglalkozás – Balatonfüredi Hal és Bor Fesztivál
- 2007 – Szentendre, Szentendrei Szerb Művésztelep
- 2007 – Csécs, Cecejovce "Plain Air"
- 2007, 2006, 2005, 2004 – Visegrád, Visegrádi Művésztelep
- 2007, 2006 – Hajdúdorog, Hajdúdorogi Zománcművészeti Alkotóhét
- 2006 – Budapest, NKA művésztelep pályázat: Kecskeméti Alkotóház
- 2006 – Budafok, Budafoki Zománcművészeti Alkotóhét
- 2006 – Belváros Lipótváros Önkormányzata által meghirdetett „Fogadj örökbe egy kirakatot” pályázat (Szervita téri kirakat nyertese)
- 2005-2004 – Budapest, Sylvester János Protestáns Gimnázium Rajz-vizuális nevelés tanára
- 2003, 2002, 2001, 2000, 1999 – Tihany, Tihanyi Művésztelep
- 2001 – Zsennye, D.Zs.E.M. Diák Zsennyei Workshop
- 2001 – Budapest, Természettudományi Múzeum – Köztes Átmenetek Interaktív Drogprevenciós Kiállítás díszletei

## Tagság
- A/D Képműhely
- Magyar Festők Társasága (2013-)
- Átjárók csoport (2012-)
- Galéria 12 Egyesület (2009-)
- Magyar Alkotóművészek Országos Egyesülete (2004-)
- Boulevard és Brezsnyev Galéria (2008-2011)
- Cinóber csoport (2006-2010)